# شهرستان هرتفورد (کارولینای شمالی)
شهرستان هرتفورد، کارولینای شمالی (به انگلیسی: Hertford County, North Carolina) یک سکونتگاه مسکونی در ایالات متحده آمریکا است که در کارولینای شمالی واقع شده‌است.

## خصوصیات
شهرستان هرتفورد ۹۳۲٫۴ کیلومترمربع مساحت دارد.